# Sverige (sång)
Sverige är en sång med text av Verner von Heidenstam, ingående i diktcykeln Ett folk och tonsatt av Wilhelm Stenhammar. Den brukar sjungas bland annat på Skansen på nyårsafton.
Sverige är komponerad för fyrstämmig blandad kör, men kom senare också i en version för manskör och har också använts som unison sång med piano- eller orkesterarrangemang. Stenhammar gav musiken ett innerligt och återhållet uttryck; Heidenstam lär ha varit mycket missnöjd med tonsättningen, eftersom han själv tänkt sig en pampig, marschliknande inledning som vid andra strofen skulle övergå i ett mer känslosamt tonläge. Stenhammars avsikt var att skriva en nationalsång för Sverige. 

## Historik
På 1890-talet bildades en kommitté för att utlysa en pristävling om en svensk nationalsång. I september 1899 publicerades i Dagens Nyheter tre texter av Verner von Heidenstam, Harald Jacobson och Frans Hedberg. Avsikten var att förmå svenska tonsättare att komponera musik till dessa. 
Över hundra bidrag anlände. Tre var av Alice Tegnér och två av Ivar Hallström. Vid en konsert i april 1901 i Musikaliska Akademiens stora sal framfördes tio av bidragen. Göta gardes musikkår spelade och 150 sångare sjöng. Wilhelm Peterson-Berger recenserade konserten i Dagens Nyheter med orden: ”Dessa nya nationalsånger torde kunna sammanfattas under den belåtna rubriken: ’Vad vi sluppit sjunga…’”.
Tävlingen gav dock upphov till ett verk som levt kvar, Stenhammars Sverige. Stenhammar skrev musik till hela Heidenstams diktcykel Ett folk under åren 1904 och 1905 och den uruppfördes den 5 december 1905 på Kungliga Operan. Framförandet var en succé.

## Texter
Den ursprungliga versionen av Sverige publicerades i Dagens Nyheter den 10 september 1899 under namnet Sverge.
Sverge, Sverge, Sverge, (vida) fosterland,
vår längtans stilla bygd, vårt hem på jorden!
Nu spela skällorna, där härar lysta af brand,
och dåd blef saga, men med hand vid hand
svär än ditt folk som förr de gamla trohetsorden:
Fall julesnö, och susa djupa mo,
brinn österstjärna genom junikvällen!
Sverge, moder! Blif vår strid, vår ro,
du land, där våra barn en gång få bo
och våra fäder sofva under kyrkohällen.

## Publikation
- Julius Hammarlunds Text till 146 sånger för skola och hem, 1904 (nr 130)
- Svensk söndagsskolsångbok 1929 som nr 280 under rubriken "Hem och fosterland".

## Inspelningar
- Jussi Björling har tolkat sången i en inspelning.
- Operasångare Erik Jansson med orgel. Insjungen i Kristiania i november 1919. Den utgavs 1920 på den akustiska 78-varvaren Beka 78067.[2]
- The Real Group spelade 2002 under ledning av Eric Ericsson in en version av sången på albumet Stämning.
- Stockholms Gosskör spelade in denna sång i december 2007, med unga gossar istället för kvinnor som sopraner.
- Radiokören har spelat in sången, som finns med på skivan Svenska körer från Universal Music.
- Den svenska gruppen Midgårds Söner tolkade 1999 sången.